# 罗伯特·爱德蒙·格兰特
罗伯特·爱德蒙·格兰特（英語：Robert Edmond Grant，1793年11月11日—1874年8月23日）是一位英国解剖学家和动物学家，1827年至1874年间任伦敦大学学院动物学和比较解剖学教授，1836年当选皇家学会会士，1837年至1838年间任富勒生理学教授。